# Ceretolo
Cerétolo (Zràddel in dialetto bolognese) è una frazione di 5 990 abitanti facente parte del comune di Casalecchio di Reno, in provincia di Bologna.

## Origini del nome
Con tutta probabilità il nome Ceretolo ha origine dal latino cerretulum ("piccolo cerreto") e quindi da cerrus ("cerro"), a causa delle estensioni boschive di querce e castagni che ricoprivano e ricoprono in parte ancora oggi le estreme propaggini dell'Appennino Settentrionale che si allungano a sud del paese.

## Storia
Esistono tracce di insediamenti umani nella zona sin dal paleolitico, come dimostrato da scavi archeologici fatti nell'area, e di successivi insediamenti di origine villanoviana ed etrusca.
L'abitato nella sua collocazione attuale ha avuto origine nell'Alto Medioevo, sulle rive del rio omonimo, con caratteristiche prettamente rurali. 
Risalente al 1764 è la chiesa dei SS. Antonio e Andrea, costruita nell'attuale posizione con l'innesto di un'intera facciata proveniente da una chiesa preesistente che si trovava sul colle di S. Andrea, oggi Cà Bruciata. Nel 1795 venne costruito accanto alla chiesa il campanile, tuttora esistente, che presenta un orologio meccanico e che venne danneggiato dal terremoto che colpì il bolognese nel 1928 e dai bombardamenti della Seconda guerra mondiale.
Comune indipendente fino a tutto il XVIII secolo nell'ambito dello Stato Pontificio, Ceretolo si è unito a Casalecchio di Reno in un'unica entità comunale nel 1804. Nel corso del XX secolo, l'abitato ha conosciuto un periodo di rapida crescita demografica e urbanistica, che ha portato in pochi decenni l'aspetto di Ceretolo da borgo rurale a quartiere residenziale dell'hinterland bolognese.

## Sport
Ceretolo è sede della società Polisportiva Ceretolese, la cui squadra di calcio, fondata nel 1973 e chiamata comunemente Ceretolese, milita da sempre nei campionati dilettantistici. Proprio nei campi di questa squadra ha dato i primi calci al pallone il noto portiere Gianluca Pagliuca.

## Infrastrutture e trasporti
Ceretolo è attraversata dalla strada provinciale 569 via Bazzanese, già Strada statale 569 di Vignola, che dal 1883 al 1938 ospitava il binario della tranvia Bologna-Casalecchio-Vignola; nella località era presente una fermata omonima.
Nel 1938 la tranvia fu sostituita dalla attuale ferrovia Casalecchio-Vignola, sulla quale si trovano le stazioni di Casalecchio Ceretolo e Casalecchio Palasport. Entrambe le stazioni sono raggiunte dal servizio ferroviario metropolitano di Bologna e servite dalle relazioni TPER con il capoluogo.